# Secretariaat van de Caricom

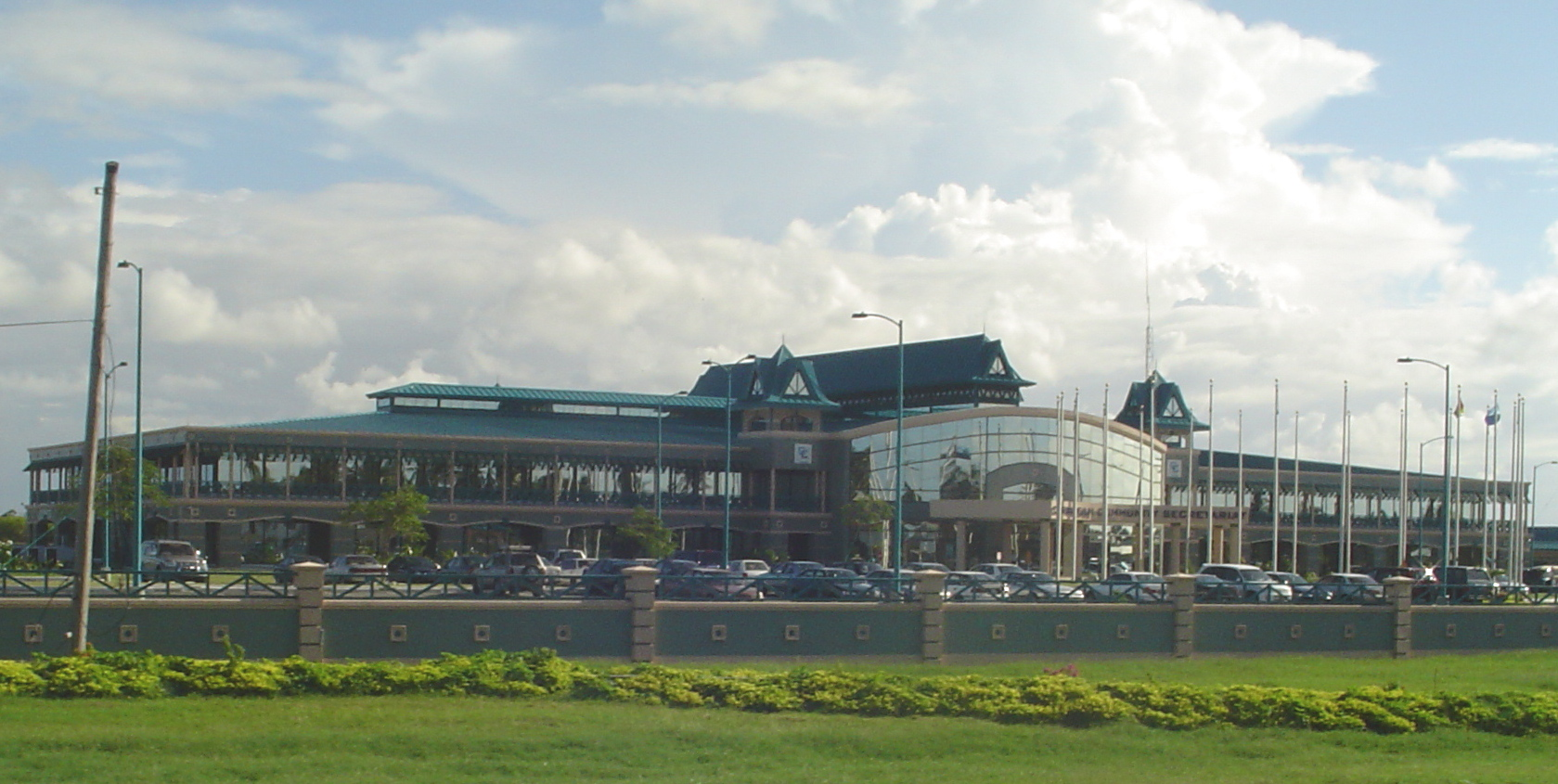
Het secretariaat in 2006

Het secretariaat van de Caricom of secretariaat van de Caribische Gemeenschap is het administratieve lichaam van de Caricom, met aan het hoofd de secretaris-generaal van de Caricom. Het is gevestigd in Georgetown in Guyana.
Oorspronkelijk was het secretariaat gevestigd in Colgrain House, een 19e-eeuwse villa van een suikerfabrikant. In 1968 werd Colgrain House gekocht door de Caribbean Free Trade Association, de voorganger van de Caricom, en als kantoor en residentie van de secretaris-generaal gebruikt. Het was spoedig te klein voor de organisatie.
In 1998 werd begonnen met de constructie van een nieuw hoofdkantoor. Het pand is gebouwd met vier miljoen USD steun van de Japanse overheid. Het secretariaat werd op 19 februari 2005 geopend. Het heeft een parkeergarage voor driehonderd auto's en een informatie- en documentatiecentrum dat publiekelijk toegankelijk is.